# Сейлем-Гайтс (Огайо)
Сейлем-Гайтс (англ. Salem Heights) — переписна місцевість (CDP) в США, в окрузі Гамільтон штату Огайо. Населення — 3862 особи (2020).

## Географія
Сейлем-Гайтс розташований за координатами 39°3′56″ пн. ш. 84°23′2″ зх. д. / 39.06556° пн. ш. 84.38389° зх. д. (39.065619, -84.383980).  За даними Бюро перепису населення США в 2010 році переписна місцевість мала площу 4,26 км², уся площа — суходіл.

## Демографія
Згідно з переписом 2010 року, у переписній місцевості мешкало 3839 осіб у 1412 домогосподарствах у складі 1064 родин. Густота населення становила 901 особа/км².  Було 1468 помешкань (345/км²).
Расовий склад населення:
| - 95,5 % — білих - 1,3 % — чорних або афроамериканців - 1,3 % — азіатів - 0,4 % — корінних американців |

До двох чи більше рас належало 1,4 %. Частка іспаномовних становила 1,4 % від усіх жителів.
За віковим діапазоном населення розподілялося таким чином: 26,9 % — особи молодші 18 років, 59,7 % — особи у віці 18—64 років, 13,4 % — особи у віці 65 років та старші. Медіана віку мешканця становила 39,3 року. На 100 осіб жіночої статі у переписній місцевості припадало 96,3 чоловіків;  на 100 жінок у віці від 18 років та старших — 94,6 чоловіків також старших 18 років.
Середній дохід на одне домашнє господарство  становив 91 752 долари США (медіана — 78 549), а середній дохід на одну сім'ю — 103 781 долар (медіана — 87 104). За межею бідності перебувало 2,8 % осіб, у тому числі 0,9 % дітей у віці до 18 років та 3,1 % осіб у віці 65 років та старших.
Цивільне працевлаштоване населення становило 1608 осіб. Основні галузі зайнятості: освіта, охорона здоров'я та соціальна допомога — 28,8 %, науковці, спеціалісти, менеджери — 16,5 %, фінанси, страхування та нерухомість — 13,4 %, виробництво — 10,5 %.